# 24 Ore di Le Mans 1982
La 24 Ore di Le Mans 1982 è stata il 50º Grand Prix d'Endurance e si è svolta il 19 e 20 giugno 1982. La gara era valida anche come quarto appuntamento del Campionato mondiale Endurance 1982.

## Contesto

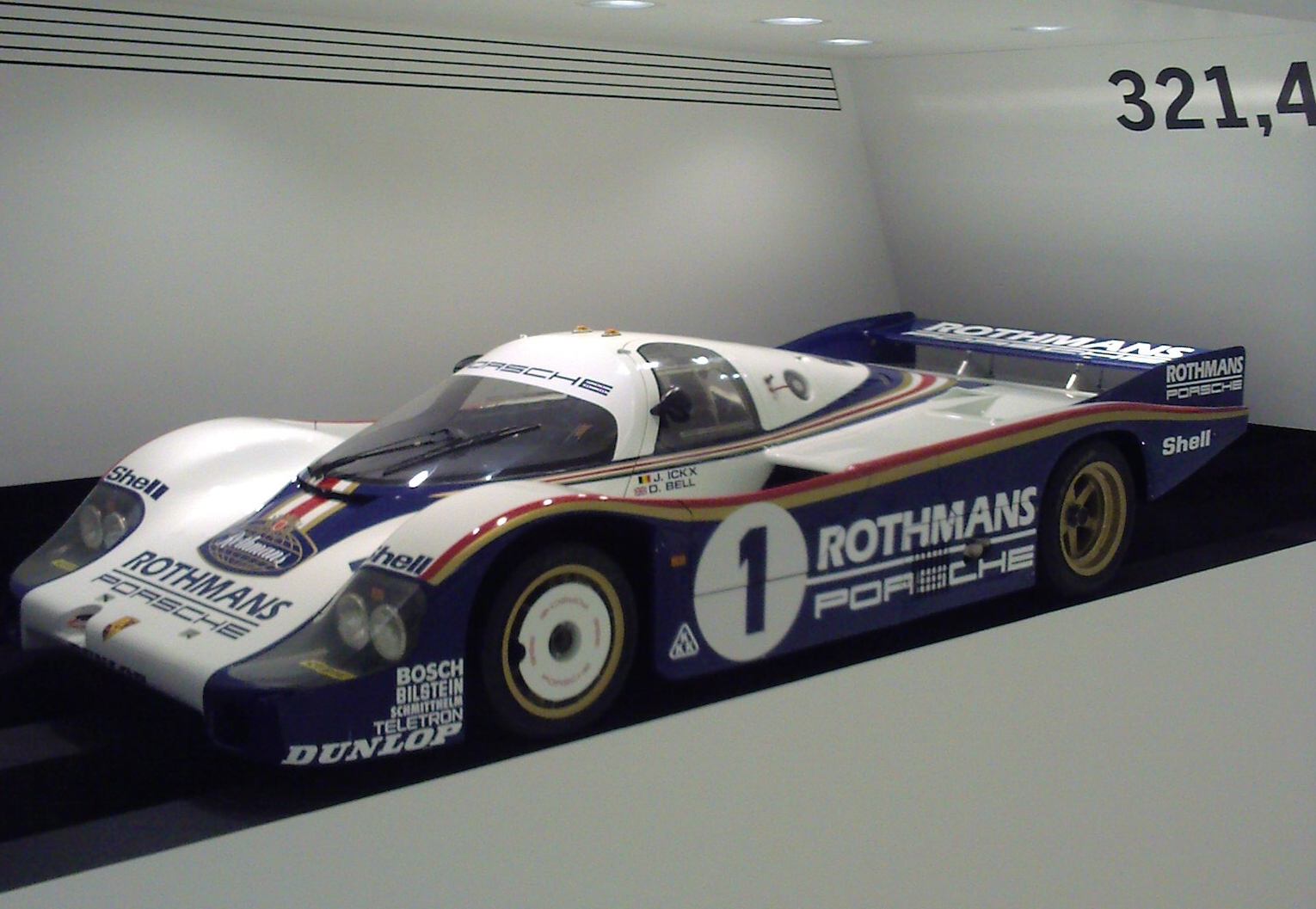
La Porsche 956 in versione a bassa deportanza

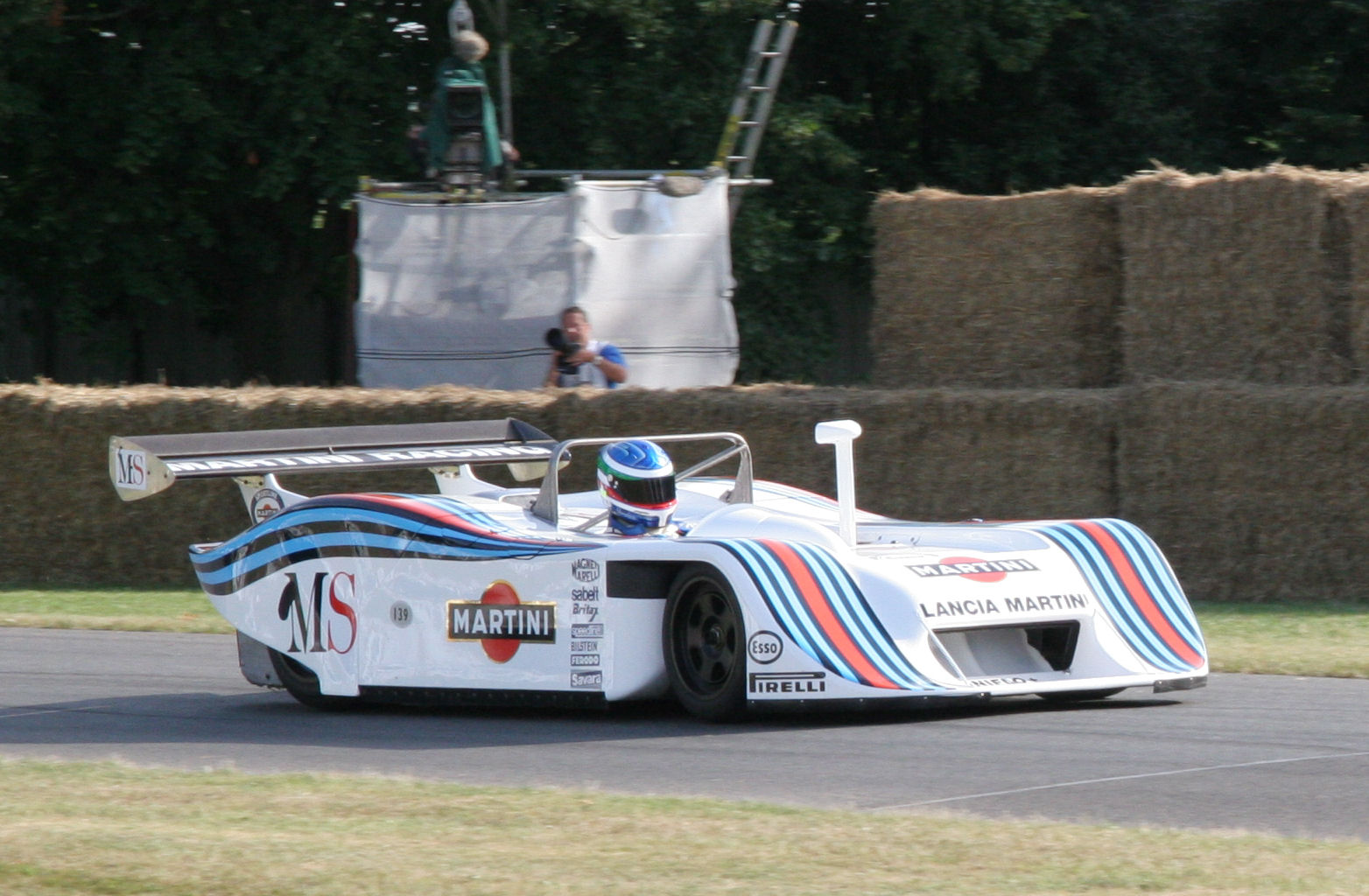
La Lancia LC1 a un raduno a Goodwood

Per la stagione agonistica 1982 la FIA aveva introdotto una nuova classificazione dei Gruppi che vedeva i nuovi N, A, B e C sostituire i vecchi Gruppo 1, 2, 3, 4, 5 e 6 e per quell'anno le nuove auto avrebbero preso punti per il campionato costruttori, mentre quelle appartenenti ai vecchi raggruppamenti avrebbero preso punti solo per il neonato campionato piloti. Alla maratona francese partecipano vetture GT e sportprototipi, quindi erano ammesse auto appartenenti ai Gruppi B e C oppure 4, 5 e 6. Erano inoltre ammesse le vetture Granturismo che rispettavano i regolamenti dell'IMSA: GTO e GTX.
La Porsche aveva varato la sua nuova auto per il Gruppo C, la 956, progettata per rinverdire i fasti della 936 dominatrice della fine degli anni settanta e l'aveva iscritta alla 6 Ore di Silverstone (la seconda gara del mondiale Endurance) e testata a fondo al banco prova e sul Circuito Paul Ricard con lo scopo di svilupparla al meglio ed eliminarne i difetti di gioventù; una volta deliberata la versione a bassa resistenza aerodinamica aveva costruito i tre telai per questa gara, tenendo come vettura di scorta l'esemplare che aveva sottoposto allo sviluppo ed aveva esordito nella gara inglese..
La squadra ufficiale Porsche si affidò a un gruppo di piloti veloci ed esperti: Jacky Ickx e Derek Bell sulla vettura numero 1, Jochen Mass e Vern Schuppan sulla numero 2 e gli americani Hurley Haywood e Al Holbert sulla terza. Jürgen Barth fu iscritto come terzo pilota su tutte e tre le vetture, ma in realtà si mise al volante solo della terza.
Gli avversari più accreditati dello squadrone tedesco erano i piloti della Squadra Lancia Corse, che schierò le sue LC1 nella versione con il muso convesso dotato di fari e con un'ala posteriore specifica, configurazione dotata di minore deportanza e maggior penetrazione, alla ricerca della velocità massima sul lunghissimo rettilineo dell'Hunaudières. Nonostante lo svantaggio di potenza, gli italiani non erano soggetti alle limitazioni di consumo che caratterizzavano le vetture di Gruppo C, costrette a un ritmo di gara conservativo ed un peso di 150 kg circa inferiore (per regolamento 700 kg contro 850 kg), oltre a maggiori libertà per l'aerodinamica e l'effetto suolo. Gli equipaggi Lancia erano composti da Patrese/Ghinzani/Heyer sulla vettura nº50 e Alboreto/Fabi/Stommelen sulla vettura nº51.
Aveva l'obiettivo di vincere anche la Zakspeed, che schierava le Ford C100 ufficiali, vettura che aveva esordito l'anno prima a Brands Hatch con Alain De Cadenet e Desirè Wilson, ma poi passata per decisione della casa americana in gestione alla filiale tedesca che aveva fatto apportare molte modifiche al tecnico Tony Southgate.
Sull'onda della vittoria del 1980, la Automobiles Jean Rondeau si schierò in massa alla gara, ma dovette prudenzialmente rinunciare alla sua nuovissima M482, in quanto l'aerodinamica ad effetto suolo di questa vettura non si sposava bene con il telaio e aveva già provocato cedimenti durante la precedente 6 Ore di Silverstone. Vennero comunque iscritte 6 vetture: due M379-Cosworth DFV affidate ai clienti Jacky Haran e Primagaz e quattro M382-Cosworth DFL, vetture anch'esse al debutto sul Circuit de la Sarthe, di cui le tre "ufficiali" col 3,9 litri e quella clienti di Christian Bussi col 3,3 litri
Altri contendenti del Gruppo C erano le Porsche 936 con carrozzeria coupé del Joest Racing e dei fratelli Kremer, le WM-Peugeot, le Aston Martin-Nimrod ufficiali, le Sauber SHS C6, e le nuove Lola T610 e Mirage M12-Cosworth, (in realtà costruita dalla Tiga), la URD (una piccola casa tedesca specializzata nelle "sport 2 litri" per tem privati), le March 82G a motore Chevrolet, la giapponese Dome RC82 (adattamento della "RL" del 1979), la britannica Grid-Ford. Tutte vetture che, a parte la Aston Martin, non lasceranno alcuna impronta alla gara che non termineranno.
Da segnalare anche due curiose partecipazioni: la Cougar di Yves Courage, piccola casa di Le Mans che sarà protagonista nel ventennio successivo (cambiando il nome in "Courage") e la Lola-De CAdenet LM del Dorset Racing, costruita dotando di tetto una vecchia Lola T380 che aveva esordito in versione "spider" nel lontsno 1975 per il team di Alain De Cadenet, qui iscritto al volante della Grid e che si dichiarò non coinvolto in quella estemporanea realizzazione.
Come già da molti anni accadeva, la Ferrari non schierò vetture ufficiali, ma quattro squadre private iscrissero le loro 512 BB/LM nella categoria IMSA GTX: la "Prancing Horse Farm Racing", la "Scuderia Pozzi - Ferrari France", la NART e la "T-Bird SwapShop".
Il numero totale dei partenti fu di 55 vetture.

## Qualifiche
Pur in presenza di vetture nuove, alla loro seconda gara, sulle prestazioni e sull'affidabilità delle vetture tedesche pochi nutrivano dubbi, infatti Jacky Ickx ottenne la pole position, seguito dal compagno di squadra Jochen Mass e dalla Porsche 936C del "Belga Team" gestito da Reinhold Joest.
Erano invece le velocissime LC1 a destare dubbi sulla propria capacità di reggere sulla distanza dopo essersi qualificate in quarta e quinta posizione, ciò anche per le negative esperienze precedenti delle "Montecarlo" dotate dello stesso motore. La Mirage M12 di Mario e Michael Andretti (l'unica effettivamente portata in pista, nona in griglia) venne squalificata a meno di 20 minuti dalla partenza per una irregolarità tecnica per la posizione dei radiatori dell'olio, non si sa se sfuggita nelle verifiche pre-gara o dovuta a modifiche successive, non fu mai chiarito). Non riuscì a qualificarsi l'unica Gruppo B iscritta, la Porsche 930 dei francesi Raymond Touroul, Alain Gadal e Jean-Yves Gadal: il loro tempo di 4:18,810 fu di oltre 4 secondi più lento di chi li precedeva
Le Ford C100, le Rondeau e le SHS, invece si trovarono alle prese con enormi problemi del motore Ford Cosworth che nella versione "DFL" da 3,9 litri procurava tali vibrazioni da mettere in crisi anche l'affidabilità delle altre parti della vettura.

## Gara

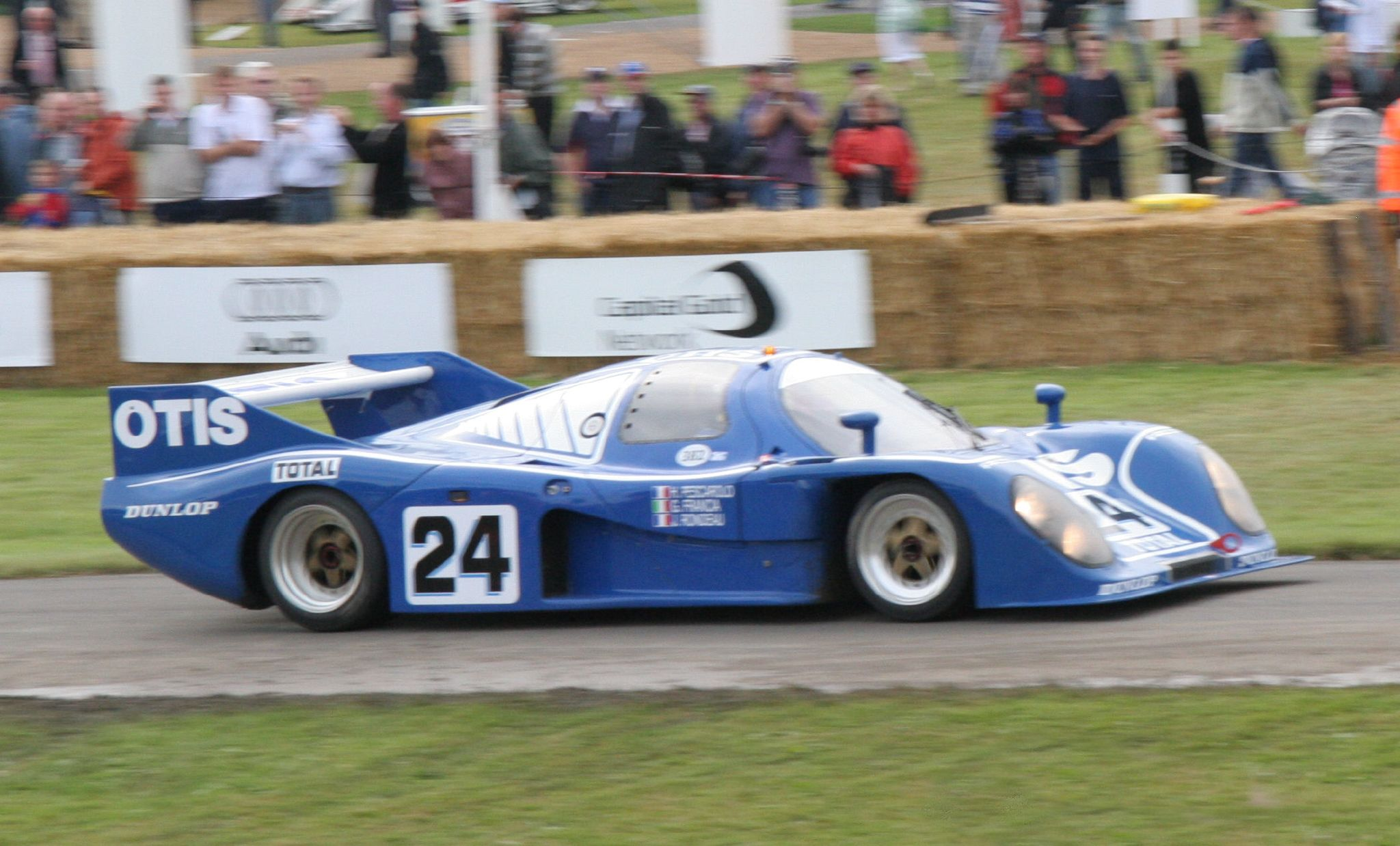
La Rondeau M382

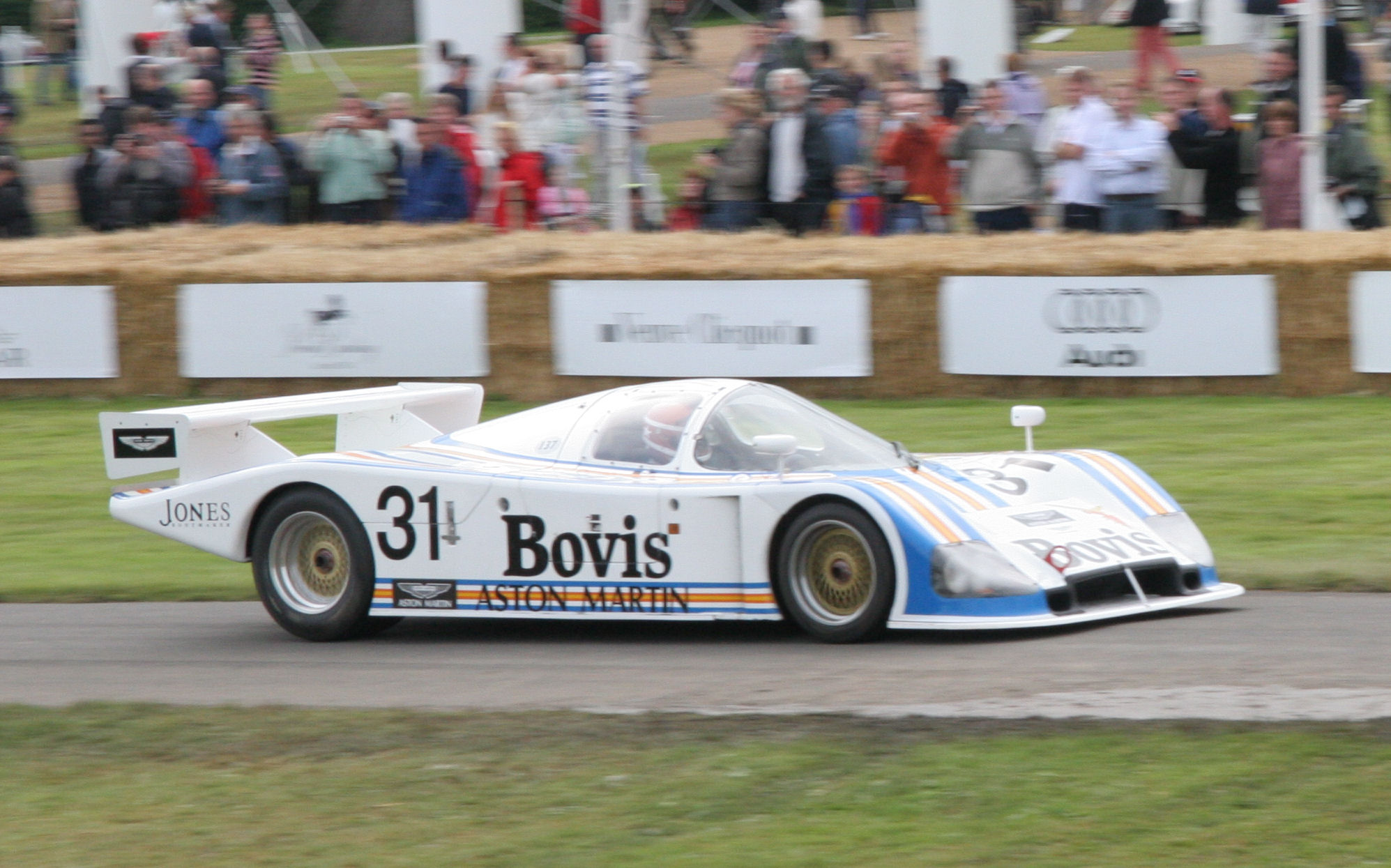
La Nimrod NRA/C2-Aston Martin (versione '83)

Le Porsche presero regolarmente la testa con Jochen Mass a guidare il gruppo con un certo margine davanti ai compagni di marca, che si scambiarono ripetutamente le posizioni con i loro inseguitori, rappresentati dalle Ford C100, dalla WM, dalla Lola, dalla Kremer-Porsche e dalla Sauber SHS C6, mentre le Lancia, si trovarono subito attardate entrambe da problemi alla pompa della benzina. Partito dai box, Brian Redman si lanciò in una furiosa rimonta a bordo della sua Lola T610 portandosi dopo un'ora di gara al decimo grazie anche alla velocità di punta della sua auto, la più elevata dopo quella fatta segnare dalle Porsche 956: sfortunatamente, la sua auto esaurì il carburante lungo il rettilineo dell'Hunaudières dopo due ore e mezza di gara. Intanto Alboreto rimase fermo per un'ora lungo il circuito prima di riuscire a riportare l'auto ai box, mentre Patrese perse quasi un'ora ai box per risolvere il problema: dopo solo un'ora di gara le due Lancia erano 52ª e 53ª e avevano percorso un solo giro.
Grazie ai minori consumi e a una sosta in meno ai box, la Rondeau di François Migault e Gordon Spice guidò la gara dalla seconda alla quarta ora dopodiché la classifica vide in testa la Ford C100 di Manfred Winkelhock, seguita dalle Porsche 956 ufficiali di Haywood/Holbert e Icks/Bell, Migault/Spice/Lapeyre erano al 4º posto con la Rondeau M382 e dopo di loro venivano l'altra Ford C100 di Klaus Ludwig/Marc Surer e la WM P82 di Michel Pignard e Didier Theys. Alla quinta ora problemi alla trasmissione trattennero ai box la C100 in testa, che cedette il comando alla Porsche nº3 che lo mantenne fin quasi alla mezzanotte, quando l'esplosione di uno sportello la costrinse ai box.

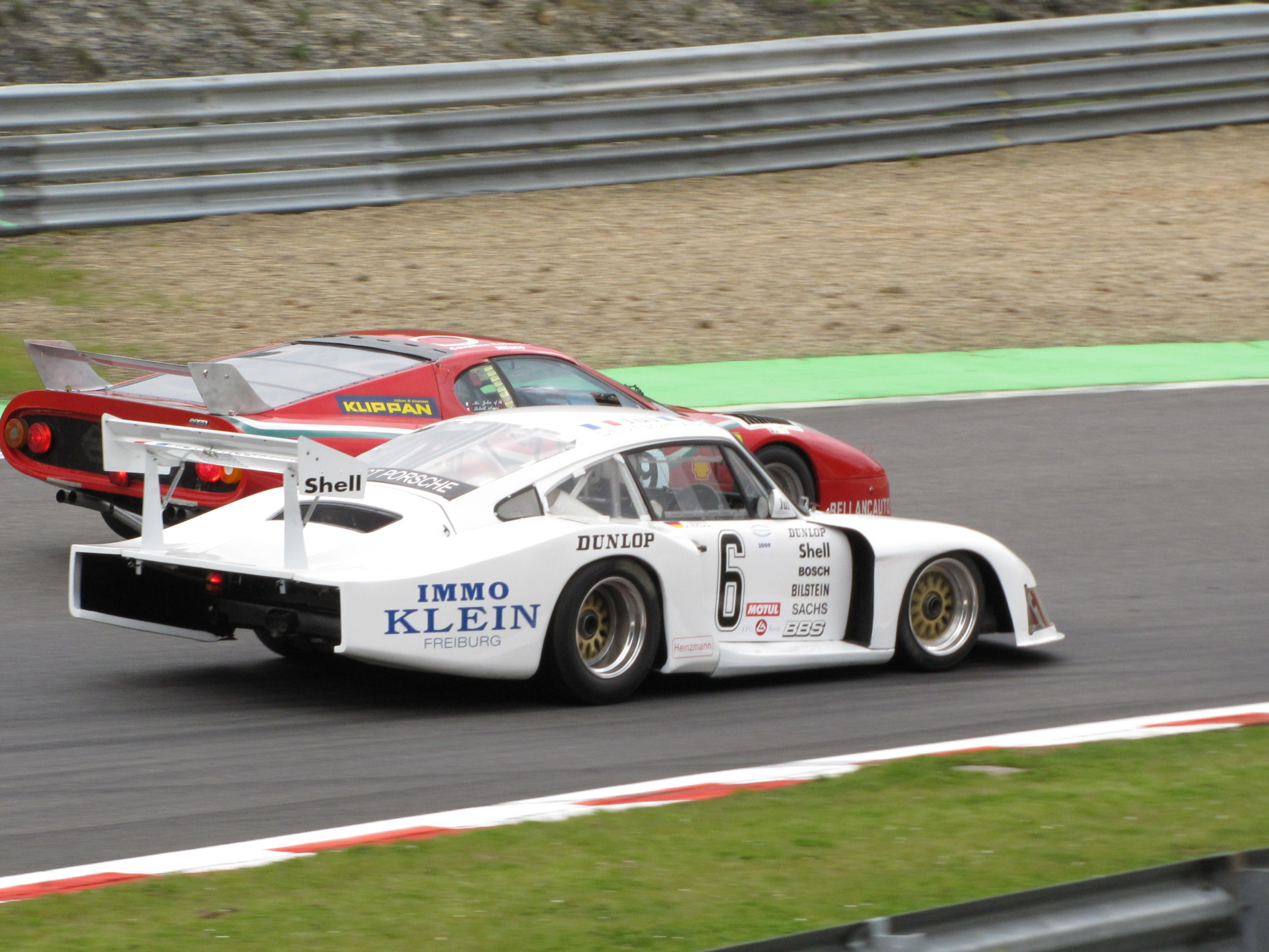
Una Porsche 935/78-81 "Moby Dick" e una Ferrari 512 BB/LM in una gara per vetture storiche

Alle 01:30, la Rondeau di Migault e Spice, in quel momento in testa, si ritirò per problemi elettrici al motore e alle 02:00, dopo dieci ore di corsa, al comando c'era la Porsche 956 di Ickx/Bell, seguita da quelle dei compagni di squadra Mass/Schuppan e Haywood/Holbert, dalla Porsche 936C di Wollek e i fratelli Martin e dal prototipo Aston Martin del team "Viscount Downe Racing" pilotato da Mallock/Phillips/Salmon.
Durante la notte molte vetture oltre alla Rondeau ebbero problemi: la Porsche nº3 ebbe seri problemi a una sospensione, dovette sostituire un cuscinetto ruota e perse posizioni, la C100 di Ludwig e Surer si ritirò per lo stesso problema della Rondeau, mentre l'altra C100 di Winkelhock/Niedzwiedz abbandonò la gara per rottura del motore. Per quanto riguarda le Lancia, Alboreto, Fabi e Stommelen continuarono a gareggiare fino alla mezzanotte, salvo ritirarsi col motore esploso mentre erano al 26º posto, mentre Patrese, Ghinzani e Heyer tennero un ritmo forsennato fino verso le 05:00, prima di fermarsi per la rottura del turbocompressore quando viaggiavano al 22º posto: con i maggiori concorrenti che non erano sopravvissuti alla notte, la squadra Porsche ebbe via libera verso il traguardo e doveva solo temere eventuali problemi di affidabilità.
Alle 07:00 la classifica vedeva Ickx/Bell al comando con un vantaggio di 4 giri su Mass/Schuppan e di 6 giri sulla 936C del Belga Team. Dietro di loro ancora la Aston Martin guidata da Ray Mallock, la Ferrari 512 BB/LM della NART, che guidava la classe IMSA GTX, e la Porsche 935 K3 di Cooper/Smith/Bourgoignie al comando in Gruppo 5.

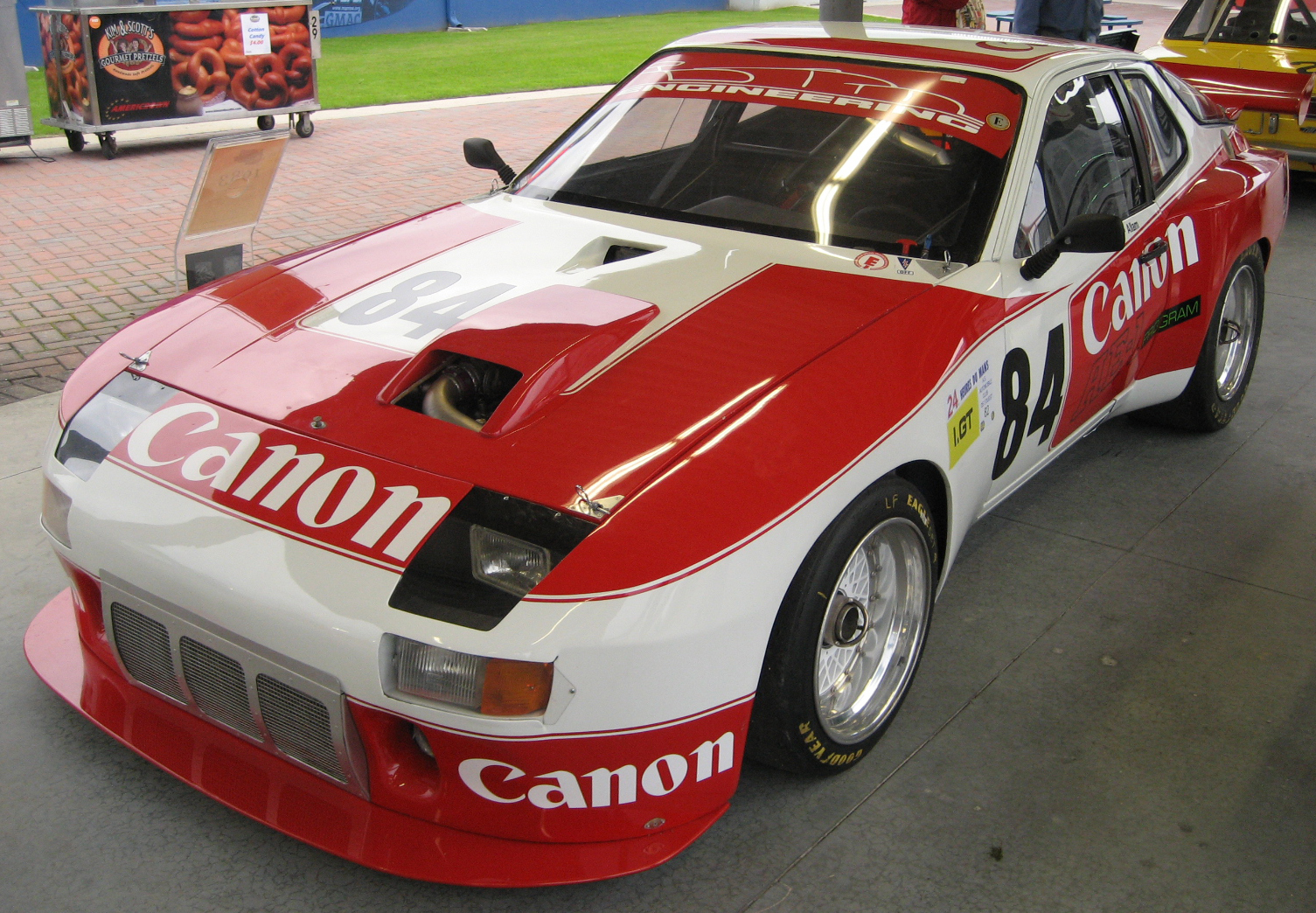
Una Porsche 924 Carrera GTR in esposizione

Alle 11:30 nessuna novità in testa alla corsa: primi Ickx/Bell, secondi Mass/Schuppan con un ritardo ora di 3 giri, terza la 936C del Belga Team, che però perdeva terreno, quarta la Porsche nº3 in rimonta, seguita da un terzetto di IMSA GTX: la Porsche 935/78-81 "Moby-Dick" della John Fitzpatrick Racing, la Ferrari NART e la 935 del Cooke Racing, mentre la Aston Martin "Viscount Downe Racing" era scesa all'ottavo posto per colpa di un problema alle valvole del motore che aveva reso il loro V8 in un motore a 7 cilindri.
A due ore dalla fine la Porsche nº3 superò la vettura del Belga Team, in vistoso rallentamento e che da lì a mezz'ora si sarebbe ritirata, ma non solo i belgi ebbero una cocente delusione, anche il NART ebbe problemi sulla sua Ferrari tali da rallentarla e farle perdere anche la seconda posizione nella sua classe a un'ora e mezza dalla fine. Ora la squadra ufficiale Porsche si preparava alla tripletta finale rallentando le sue vetture per scongiurare rotture in dirittura d'arrivo e senza ulteriori patemi sfilò in parata sotto la bandiera a scacchi in mezzo all'invasione della folla.
Da segnalare la vittoria nella classe IMSA GTO della Porsche 924 Carrera GTR guidata da Jim Busby, Doc Bundy e Marcel Mignot: iscritta dal team BF Goodrich, la vettura ha completato la gara usando solo 5 pneumatici radiali stradali del produttore che finanziava l'impresa. La Porsche vinse così vinto tutte le classi cui aveva partecipato: l'assoluto e il gruppo C con la 956 ufficiale, i'IMSA GTX con la Porsche 935 di Fitzpatrick Hobbs, il gruppo 5 con la 935 del teasm Ivey l'IMSA GTO con la 924 citata ed anche il Gruppo 4 con l'unica Porsche 934. Unico neo fu la non qualificazione della Porsche 930 gruppo B, la vettura che con i punti ottenuti al Nurburgring porterà alla Porsche un insperato titolo marche.
Le Ferrari 512 BB/LM ebbero risultati contrastanti: quella della "Prancing Horse Farm Racing" guidata da Dieudonné, Baird e Libert terminò la corsa in sesta posizione assoluta e terza della classe IMSA GTX, quella della Scuderia N.A.R.T. pilotata da Alain Cudini, John Morton e John Paul jr. terminò nona assoluta e quarta di classe, dopo aver avuto i problemi di cui abbiamo già detto.
Le altre due Ferrari si ritirarono durante la quarta (quella della "T-Bird SwapShop") e la quinta ora di gara (quella della "Scuderia Pozzi - Ferrari France").

## Classifica finale
| Pos    | Class    | N° | Squadra                            | Piloti                                                 | Vettura                              | Pneu. | Giri |
| Pos    | Class    | N° | Squadra                            | Piloti                                                 | Motore                               | Pneu. | Giri |
| ------ | -------- | -- | ---------------------------------- | ------------------------------------------------------ | ------------------------------------ | ----- | ---- |
| 1      | C        | 1  | Rothmans Porsche System            | Jacky Ickx Derek Bell                                  | Porsche 956                          | D     | 359  |
| 1      | C        | 1  | Rothmans Porsche System            | Jacky Ickx Derek Bell                                  | Porsche Type-935 2.6L Turbo Flat-6   | D     | 359  |
| 2      | C        | 2  | Rothmans Porsche System            | Jochen Mass Vern Schuppan                              | Porsche 956                          | D     | 356  |
| 2      | C        | 2  | Rothmans Porsche System            | Jochen Mass Vern Schuppan                              | Porsche Type-935 2.6L Turbo Flat-6   | D     | 356  |
| 3      | C        | 3  | Rothmans Porsche System            | Hurley Haywood Al Holbert Jürgen Barth                 | Porsche 956                          | D     | 340  |
| 3      | C        | 3  | Rothmans Porsche System            | Hurley Haywood Al Holbert Jürgen Barth                 | Porsche Type-935 2.6L Turbo Flat-6   | D     | 340  |
| 4      | IMSA GTX | 79 | John Fitzpatrick Racing            | John Fitzpatrick David Hobbs                           | Porsche 935/78-81 "Moby-Dick"        | G     | 329  |
| 4      | IMSA GTX | 79 | John Fitzpatrick Racing            | John Fitzpatrick David Hobbs                           | Porsche Type-935 2.7L Turbo Flat-6   | G     | 329  |
| 5      | IMSA GTX | 78 | Cooke Racing - BP                  | Dany Snobeck François Sérvanin René Metge              | Porsche 935 K3                       | G     | 325  |
| 5      | IMSA GTX | 78 | Cooke Racing - BP                  | Dany Snobeck François Sérvanin René Metge              | Porsche Type-935 2.8L Turbo Flat-6   | G     | 325  |
| 6      | IMSA GTX | 70 | Prancing Horse Farm Racing         | Pierre Dieudonné Carson Baird Jean-Paul Libert         | Ferrari 512 BB/LM                    | M     | 322  |
| 6      | IMSA GTX | 70 | Prancing Horse Farm Racing         | Pierre Dieudonné Carson Baird Jean-Paul Libert         | Ferrari 4.9L Flat-12                 | M     | 322  |
| 7      | C        | 32 | Viscount Downe Pace Petroleum      | Ray Mallock Simon Phillips Mike Salmon                 | Nimrod NRA/C2                        | A     | 317  |
| 7      | C        | 32 | Viscount Downe Pace Petroleum      | Ray Mallock Simon Phillips Mike Salmon                 | Aston Martin-Tickford DP1229 5.3L V8 | A     | 317  |
| 8      | Gr.5     | 60 | Charles Ivey Racing                | John Cooper Paul Smith Claude Bourgoignie              | Porsche 935 K3                       | D     | 316  |
| 8      | Gr.5     | 60 | Charles Ivey Racing                | John Cooper Paul Smith Claude Bourgoignie              | Porsche Type-935 3.1L Turbo Flat-6   | D     | 316  |
| 9      | IMSA GTX | 72 | NART                               | Alain Cudini John Morton John Paul, Jr.                | Ferrari 512 BB/LM                    | D     | 306  |
| 9      | IMSA GTX | 72 | NART                               | Alain Cudini John Morton John Paul, Jr.                | Ferrari 4.9L Flat-12                 | D     | 306  |
| 10     | C        | 25 | Primagaz                           | Pierre Yver Bruno Sotty Lucien Guitteny                | Rondeau M379                         | A     | 306  |
| 10     | C        | 25 | Primagaz                           | Pierre Yver Bruno Sotty Lucien Guitteny                | Ford Cosworth DFV 3.0L V8            | A     | 306  |
| 11     | IMSA GTX | 77 | Garretson Developments             | Anne-Charlotte Verney Bob Garretson Ray Ratcliff       | Porsche 935 K3                       | G     | 299  |
| 11     | IMSA GTX | 77 | Garretson Developments             | Anne-Charlotte Verney Bob Garretson Ray Ratcliff       | Porsche Type-935 2.8L Turbo Flat-6   | G     | 299  |
| 12     | Gr.5     | 66 | Jean-Marie Lemerle Sivama Motor    | Jean-Marie Lemerle Max Cohen-Olivar Joe Castellano     | Lancia Beta Montecarlo Turbo         | D     | 295  |
| 12     | Gr.5     | 66 | Jean-Marie Lemerle Sivama Motor    | Jean-Marie Lemerle Max Cohen-Olivar Joe Castellano     | Lancia 1.4L Turbo I4                 | D     | 295  |
| 13     | Gr.4     | 90 | Richard Cleare Racing              | Richard Cleare Tony Dron Richard Jones                 | Porsche 934                          | D     | 293  |
| 13     | Gr.4     | 90 | Richard Cleare Racing              | Richard Cleare Tony Dron Richard Jones                 | Porsche 3.3L Turbo Flat-6            | D     | 293  |
| 14     | IMSA GTX | 82 | Mazdaspeed Co. Ltd.                | Yojiro Terada Takashi Yorino Allan Moffat              | Mazda RX-7                           | D     | 282  |
| 14     | IMSA GTX | 82 | Mazdaspeed Co. Ltd.                | Yojiro Terada Takashi Yorino Allan Moffat              | Mazda 13B 1.3L 2-Rotori              | D     | 282  |
| 15     | C        | 38 | Bussi Team                         | Christian Bussi Pascal Witmeur Bernard de Dryver       | Rondeau M382                         | D     | 279  |
| 15     | C        | 38 | Bussi Team                         | Christian Bussi Pascal Witmeur Bernard de Dryver       | Ford Cosworth DFL 3.3L V8            | D     | 279  |
| 16     | IMSA GTO | 87 | B.F. Goodrich                      | Jim Busby Doc Bundy Marcel Mignot                      | Porsche 924 Carrera GTR              | BF    | 273  |
| 16     | IMSA GTO | 87 | B.F. Goodrich                      | Jim Busby Doc Bundy Marcel Mignot                      | Porsche 2.0L Turbo I4                | BF    | 273  |
| 17     | IMSA GTO | 81 | Stratagraph Inc.                   | Billy Hagan Gene Felton                                | Chevrolet Camaro                     | G     | 269  |
| 17     | IMSA GTO | 81 | Stratagraph Inc.                   | Billy Hagan Gene Felton                                | Chevrolet 5.7L V8                    | G     | 269  |
| 18     | Gr.5     | 61 | Total                              | Roland Ennequin Michel Gabriel Franco Gasparetti       | BMW M1 Gr.5                          | ?     | 259  |
| 18     | Gr.5     | 61 | Total                              | Roland Ennequin Michel Gabriel Franco Gasparetti       | BMW M88 3.5L 6-linea                 | ?     | 259  |
| 19 NC  | IMSA GTO | 80 | Stratagraph Inc.                   | Dick Brooks Hershel McGriff Tom Williams               | Chevrolet Camaro                     | G     | 141  |
| 19 NC  | IMSA GTO | 80 | Stratagraph Inc.                   | Dick Brooks Hershel McGriff Tom Williams               | Chevrolet 5.7L V8                    | G     | 141  |
| 20 DNF | C        | 4  | Belga Team Joest Racing            | Bob Wollek Jean-Michel Martin Philippe Martin          | Porsche 936C                         | D     | 320  |
| 20 DNF | C        | 4  | Belga Team Joest Racing            | Bob Wollek Jean-Michel Martin Philippe Martin          | Porsche Type-935 2.5L Turbo Flat-6   | D     | 320  |
| 21 DNF | IMSA GTX | 62 | EMKA Productions                   | Steve O'Rourke Richard Down Nick Mason                 | BMW M1 Gr.5                          | D     | 266  |
| 21 DNF | IMSA GTX | 62 | EMKA Productions                   | Steve O'Rourke Richard Down Nick Mason                 | BMW M88 3.5L 6-linea                 | D     | 266  |
| 22 DNF | Gr.5     | 65 | Thierry Perrier Sivama Motor       | Thierry Perrier Bernard Salam Gianni Giudici           | Lancia Beta Montecarlo Turbo         | D     | 219  |
| 22 DNF | Gr.5     | 65 | Thierry Perrier Sivama Motor       | Thierry Perrier Bernard Salam Gianni Giudici           | Lancia 1.4L Turbo 4-linea            | D     | 219  |
| 23 DNF | Gr.6     | 50 | Martini Racing                     | Riccardo Patrese Hans Heyer Piercarlo Ghinzani         | Lancia LC1                           | P     | 152  |
| 23 DNF | Gr.6     | 50 | Martini Racing                     | Riccardo Patrese Hans Heyer Piercarlo Ghinzani         | Lancia 1.4L Turbo 4-linea            | P     | 152  |
| 24 DNF | IMSA GTX | 83 | Mazdaspeed Co. Ltd.                | Tom Walkinshaw Chuck Nicholson Peter Lovett            | Mazda RX-7                           | D     | 180  |
| 24 DNF | IMSA GTX | 83 | Mazdaspeed Co. Ltd.                | Tom Walkinshaw Chuck Nicholson Peter Lovett            | Mazda 13B 1.3L 2-Rotori              | D     | 180  |
| 25 DNF | Gr.5     | 75 | Claude Haldi                       | Claude Haldi Rodrigo Terran François Hesnault          | Porsche 935 K3                       | D     | 141  |
| 25 DNF | Gr.5     | 75 | Claude Haldi                       | Claude Haldi Rodrigo Terran François Hesnault          | Porsche Type-935 2.8L Turbo Flat-6   | D     | 141  |
| 26 DNF | C        | 26 | Jacky Haran                        | Vivian Candy Jacky Haran Hervé Poulain                 | Rondeau M379                         | A     | 149  |
| 26 DNF | C        | 26 | Jacky Haran                        | Vivian Candy Jacky Haran Hervé Poulain                 | Ford Cosworth DFV 3.0L V8            | A     | 149  |
| 27 DNF | C        | 10 | WM Esso                            | Roger Dorchy Alain Couderc Guy Fréquelin               | WM P82                               | M     | 112  |
| 27 DNF | C        | 10 | WM Esso                            | Roger Dorchy Alain Couderc Guy Fréquelin               | Peugeot PRV 2.8L Turbo V6            | M     | 112  |
| 28 DNF | C        | 12 | Otis Automobiles Jean Rondeau      | Henri Pescarolo Jean Ragnotti Jean Rondeau             | Rondeau M382                         | D     | 146  |
| 28 DNF | C        | 12 | Otis Automobiles Jean Rondeau      | Henri Pescarolo Jean Ragnotti Jean Rondeau             | Ford Cosworth DFL 3.9L V8            | D     | 146  |
| 29 DNF | IMSA GTO | 86 | B.F. Goodrich                      | Patrick Bedard Paul Miller Manfred Schurti             | Porsche 924 Carrera GTR              | BF    | 128  |
| 29 DNF | IMSA GTO | 86 | B.F. Goodrich                      | Patrick Bedard Paul Miller Manfred Schurti             | Porsche 2.0L Turbo 4-linea           | BF    | 128  |
| 30 DNF | C        | 35 | Courage Compétition                | Yves Courage Jean-Philippe Grand Michel Dubois         | Cougar C01                           | ?     | 78   |
| 30 DNF | C        | 35 | Courage Compétition                | Yves Courage Jean-Philippe Grand Michel Dubois         | Ford Cosworth DFL 3.3L V8            | ?     | 78   |
| 31 DNF | C        | 11 | Malardeau Automobiles Jean Rondeau | François Migault Gordon Spice Xavier Lapeyre           | Rondeau M382                         | D     | 150  |
| 31 DNF | C        | 11 | Malardeau Automobiles Jean Rondeau | François Migault Gordon Spice Xavier Lapeyre           | Ford Cosworth DFL 3.9L V8            | D     | 150  |
| 32 DNF | IMSA GTO | 85 | Tony Garcia                        | Tony Garcia Fred Stiff Albert Naon                     | BMW M1                               | G     | 104  |
| 32 DNF | IMSA GTO | 85 | Tony Garcia                        | Tony Garcia Fred Stiff Albert Naon                     | BMW M88 3.5L 6-linea                 | G     | 104  |
| 33 DNF | C        | 9  | WM Esso                            | Jean-Daniel Raulet Didier Theys Michel Pignard         | WM P82                               | M     | 127  |
| 33 DNF | C        | 9  | WM Esso                            | Jean-Daniel Raulet Didier Theys Michel Pignard         | Peugeot PRV 2.8L Turbo V6            | M     | 127  |
| 34 DNF | C        | 36 | Dome Co. Ltd.                      | Chris Craft Eliseo Salazar                             | Dome RC82                            | D     | 85   |
| 34 DNF | C        | 36 | Dome Co. Ltd.                      | Chris Craft Eliseo Salazar                             | Ford Cosworth DFL 3.3L V8            | D     | 85   |
| 35 DNF | C        | 24 | Otis Automobiles Jean Rondeau      | Jean-Pierre Jaussaud Henri Pescarolo                   | Rondeau M382                         | D     | 111  |
| 35 DNF | C        | 24 | Otis Automobiles Jean Rondeau      | Jean-Pierre Jaussaud Henri Pescarolo                   | Ford Cosworth DFL 3.9L V8            | D     | 111  |
| 36 DNF | Gr.6     | 51 | Martini Racing                     | Michele Alboreto Teo Fabi Rolf Stommelen               | Lancia LC1                           | P     | 92   |
| 36 DNF | Gr.6     | 51 | Martini Racing                     | Michele Alboreto Teo Fabi Rolf Stommelen               | Lancia 1.4L Turbo 4-linea            | P     | 92   |
| 37 DNF | C        | 14 | March Racing                       | Eje Elgh Jeff Wood Patrick Nève                        | March 82G                            | G     | 78   |
| 37 DNF | C        | 14 | March Racing                       | Eje Elgh Jeff Wood Patrick Nève                        | Chevrolet 5.8L V8                    | G     | 78   |
| 38 DNF | C        | 7  | Ford Werke A.G. Zakspeed           | Manfred Winkelhock Klaus Niedzwiedz                    | Ford C100                            | G     | 71   |
| 38 DNF | C        | 7  | Ford Werke A.G. Zakspeed           | Manfred Winkelhock Klaus Niedzwiedz                    | Ford Cosworth DFL 3.9L V8            | G     | 71   |
| 39 DNF | IMSA GTO | 84 | Canon Cameras GTi Engineering      | Richard Lloyd Andy Rouse                               | Porsche 924 Carrera GTR              | ?     | 77   |
| 39 DNF | IMSA GTO | 84 | Canon Cameras GTi Engineering      | Richard Lloyd Andy Rouse                               | Porsche 2.0L Turbo 4-linea           | ?     | 77   |
| 40 DNF | C        | 16 | Ultramar Team Lola                 | Guy Edwards Nick Faure Rupert Keegan                   | Lola T610                            | A     | 72   |
| 40 DNF | C        | 16 | Ultramar Team Lola                 | Guy Edwards Nick Faure Rupert Keegan                   | Ford Cosworth DFL 3.9L V8            | A     | 72   |
| 41 DNF | C        | 20 | BASF Cassetten Team GS Sport       | Hans-Joachim Stuck Jean-Louis Schlesser Dieter Quester | Sauber SHS C6                        | D     | 76   |
| 41 DNF | C        | 20 | BASF Cassetten Team GS Sport       | Hans-Joachim Stuck Jean-Louis Schlesser Dieter Quester | Ford Cosworth DFL 3.9L V8            | D     | 76   |
| 42 DNF | C        | 19 | BASF Cassetten Team GS Sport       | Walter Brun Siegfried Müller Jr.                       | Sauber SHS C6                        | D     | 55   |
| 42 DNF | C        | 19 | BASF Cassetten Team GS Sport       | Walter Brun Siegfried Müller Jr.                       | Ford Cosworth DFL 3.9L V8            | D     | 55   |
| 43 DNF | C        | 6  | Ford Werke A.G. Zakspeed           | Klaus Ludwig Marc Surer Manfred Winkelhock             | Ford C100                            | G     | 67   |
| 43 DNF | C        | 6  | Ford Werke A.G. Zakspeed           | Klaus Ludwig Marc Surer Manfred Winkelhock             | Ford Cosworth DFL 3.9L V8            | G     | 67   |
| 44 DNF | C        | 39 | Dorset Racing Associates           | Mike Wilds François Duret Ian Harrower                 | De Cadenet-Lola LM                   | ?     | 56   |
| 44 DNF | C        | 39 | Dorset Racing Associates           | Mike Wilds François Duret Ian Harrower                 | Ford Cosworth DFV 3.0L V8            | ?     | 56   |
| 45 DNF | Gr.6     | 55 | Chevron Racing Cars                | Martin Birrane John Sheldon Neil Crang                 | Chevron B36                          | A     | 57   |
| 45 DNF | Gr.6     | 55 | Chevron Racing Cars                | Martin Birrane John Sheldon Neil Crang                 | Ford Cosworth BDX 2.0L I4            | A     | 57   |
| 46 DNF | IMSA GTX | 71 | Charles Pozzi Ferrari France       | Jean-Claude Andruet Claude Ballot-Lena                 | Ferrari 512 BB/LM                    | M     | 57   |
| 46 DNF | IMSA GTX | 71 | Charles Pozzi Ferrari France       | Jean-Claude Andruet Claude Ballot-Lena                 | Ferrari 4.9L Flat-12                 | M     | 57   |
| 47 DNF | C        | 31 | Nimrod Racing Automobiles Ltd.     | Tiff Needell Bob Evans Geoff Lees                      | Nimrod NRA/C2                        | A     | 55   |
| 47 DNF | C        | 31 | Nimrod Racing Automobiles Ltd.     | Tiff Needell Bob Evans Geoff Lees                      | Aston Martin-Tickford DP1229 5.3L V8 | A     | 55   |
| 48 DNF | C        | 30 | Michel Lateste                     | Hubert Striebig Michel Lateste Jacques Heulcin         | URD C81                              | D     | 45   |
| 48 DNF | C        | 30 | Michel Lateste                     | Hubert Striebig Michel Lateste Jacques Heulcin         | BMW M88 3.5L 6-linea                 | D     | 45   |
| 49 DNF | IMSA GTX | 73 | T-Bird Racing NART                 | Preston Henn Randy Lanier Denis Morin                  | Ferrari 512 BB/LM                    | M     | 43   |
| 49 DNF | IMSA GTX | 73 | T-Bird Racing NART                 | Preston Henn Randy Lanier Denis Morin                  | Ferrari 4.9L Flat-12                 | M     | 43   |
| 50 DNF | Gr.5     | 64 | Edgar Dören                        | Edgar Dören Billy Sprowls Antonio Contreras            | Porsche 935 K3                       | D     | 39   |
| 50 DNF | Gr.5     | 64 | Edgar Dören                        | Edgar Dören Billy Sprowls Antonio Contreras            | Porsche Type-935 3.0L Turbo Flat-6   | D     | 39   |
| 51 DNF | C        | 29 | Garretson Developments             | Bobby Rahal Skeeter McKitterick Jim Trueman            | March 82G                            | G     | 28   |
| 51 DNF | C        | 29 | Garretson Developments             | Bobby Rahal Skeeter McKitterick Jim Trueman            | Chevrolet 5.8L V8                    | G     | 28   |
| 52 DNF | C        | 17 | Cooke Racing - Malardeau           | Brian Redman Ralph Kent-Cooke Jim Adams                | Lola T610                            | G     | 28   |
| 52 DNF | C        | 17 | Cooke Racing - Malardeau           | Brian Redman Ralph Kent-Cooke Jim Adams                | Ford Cosworth DFL 3.9L V8            | G     | 28   |
| 53 DNF | C        | 5  | Porsche Kremer Racing              | Ted Field Danny Ongais Bill Whittington                | Porsche-Kremer CK5                   | G     | 25   |
| 53 DNF | C        | 5  | Porsche Kremer Racing              | Ted Field Danny Ongais Bill Whittington                | Porsche Type-935 2.3L Turbo Flat-6   | G     | 25   |
| 54 DNF | IMSA GTX | 76 | Bob Akin Motor Racing              | Bob Akin David Cowart Kenper Miller                    | Porsche 935L                         | G     | 15   |
| 54 DNF | IMSA GTX | 76 | Bob Akin Motor Racing              | Bob Akin David Cowart Kenper Miller                    | Porsche Type-935 2.8L Turbo Flat-6   | G     | 15   |
| 55 DNF | C        | 37 | Grid Racing                        | Desiré Wilson Emilio de Villota Alain de Cadenet       | Grid Plaza S1                        | D     | 7    |
| 55 DNF | C        | 37 | Grid Racing                        | Desiré Wilson Emilio de Villota Alain de Cadenet       | Ford Cosworth DFL 3.3L V8            | D     | 7    |

### Non partiti
| Pos | Class | N° | Squadra                     | Piloti                                             | Vettura                    | Pneu. | Motivo                                                         |
| Pos | Class | N° | Squadra                     | Piloti                                             | Motore                     | Pneu. | Motivo                                                         |
| --- | ----- | -- | --------------------------- | -------------------------------------------------- | -------------------------- | ----- | -------------------------------------------------------------- |
| -   | C     | 27 | Grand Touring Cars Inc.     | Mario Andretti Michael Andretti                    | Mirage M12                 | ?     | DSQ: radiatore per l'olio del cambio fuori misura di 1 pollice |
| -   | C     | 27 | Grand Touring Cars Inc.     | Mario Andretti Michael Andretti                    | Ford-Cosworth DFL 3,9L V8  | ?     | DSQ: radiatore per l'olio del cambio fuori misura di 1 pollice |
| -   | Gr.5  | 63 | Vegla Racing Team - Joest P | Dieter Schornstein Harald Grohs Mauricio DeNarvaez | Porsche 935J               | ?     | Incidente nelle prove                                          |
| -   | Gr.5  | 63 | Vegla Racing Team - Joest P | Dieter Schornstein Harald Grohs Mauricio DeNarvaez | Type-935 2.8L Turbo Flat-6 | ?     | Incidente nelle prove                                          |

## Statistiche
- Pole Position - numero 1 Rothmans Porsche System - 3:28.40
- Giro più veloce - numero 12 Otis - Automobiles Jean Rondeau - 3:36.90
- Distanza totale - 4899.086
- Media gloale - 204.128 km/h